# Jalorpa larseni
Jalorpa larseni är en insektsart som beskrevs av Nielson 1979. Jalorpa larseni ingår i släktet Jalorpa och familjen dvärgstritar. Inga underarter finns listade i Catalogue of Life.